# Carbohydrate Polymers
Carbohydrate Polymers (abrégé en Carbohydr. Polym.) est une revue scientifique à comité de lecture consacrée à la chimie des polymères de glucides.
D'après le Journal Citation Reports 2022, le facteur d'impact de ce journal est de 10,723 en 2021. Les directeurs de publication sont Tatiana Budtova (École nationale supérieure des mines de Paris, France), Manuel Coimbra (Université d'Aveiro, Portugal) et Kevin J. Edgar (Institut polytechnique et université d'État de Virginie, États-Unis).